# Хронология вторжения России на Украину (сентябрь 2024)
Данная статья является частью хронологии широкомасштабного вторжения РФ на Украину и описывает события, произошедшие в сентябре 2024 года.

## 1 сентября

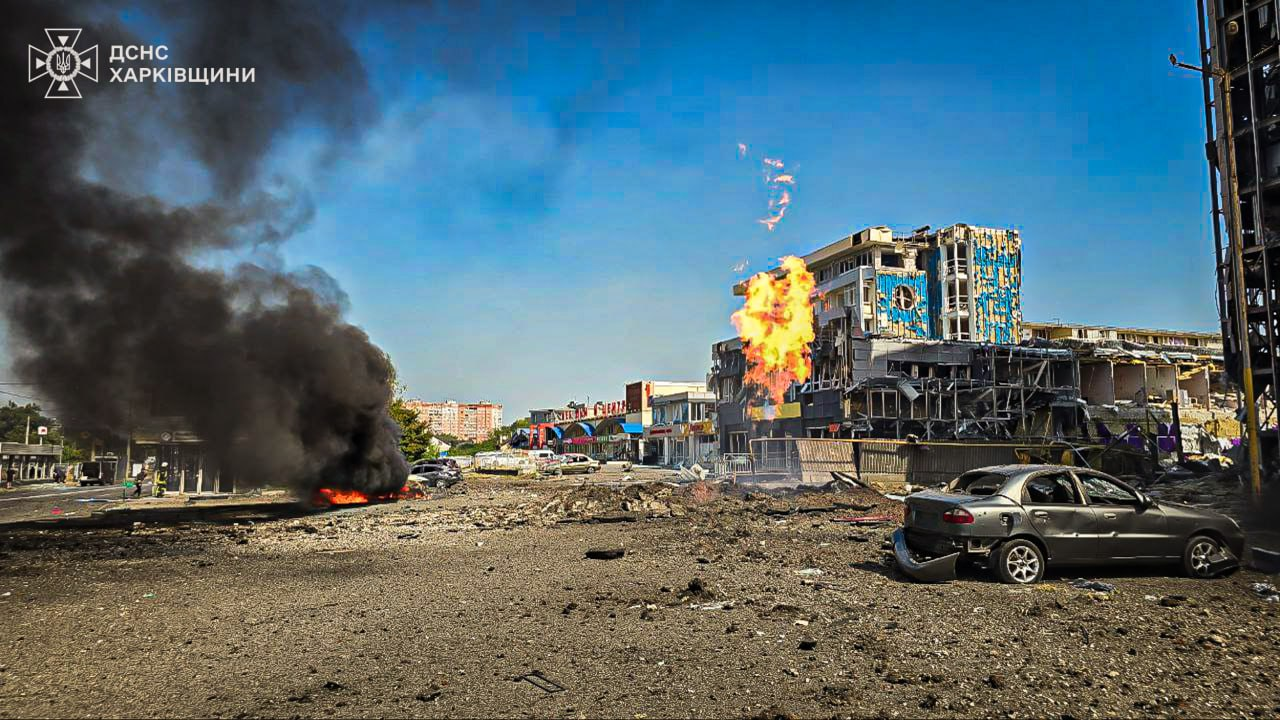
Разрушения в Харькове после удара 1 сентября 2024 года

В ночь на 1 сентября украинские дроны атаковали 16 регионов России. Минобороны РФ заявило, что российские ПВО уничтожили и перехватили 158 дронов самолётного типа. Ударам украинскими БПЛА подверглись Московский нефтеперерабатывающий завод и Конаковская ГРЭС, вследствие чего на территории предприятий возникли пожары, вскоре локализованные и устранённые.
Российский ракетный обстрел Харькова. По данным местных властей, по трём районам города нанесено более десяти ударов. Повреждены торговый центр, Дворец спорта и жилые дома, пострадали 47 человек, в том числе 7 детей.
В результате обстрела Белгорода повреждения получил жилой дом. 11 человек, в том числе двое детей, были ранены.

## 2 сентября
Минобороны России заявило о взятии населённого пункта Скучное к востоку от Покровска.
По информации губернатора Белгородской области Вячеслава Гладкова, в результате украинского ракетного удара по городу разрушено здание детского сада «Львёнок». Также разрушены два частных дома.

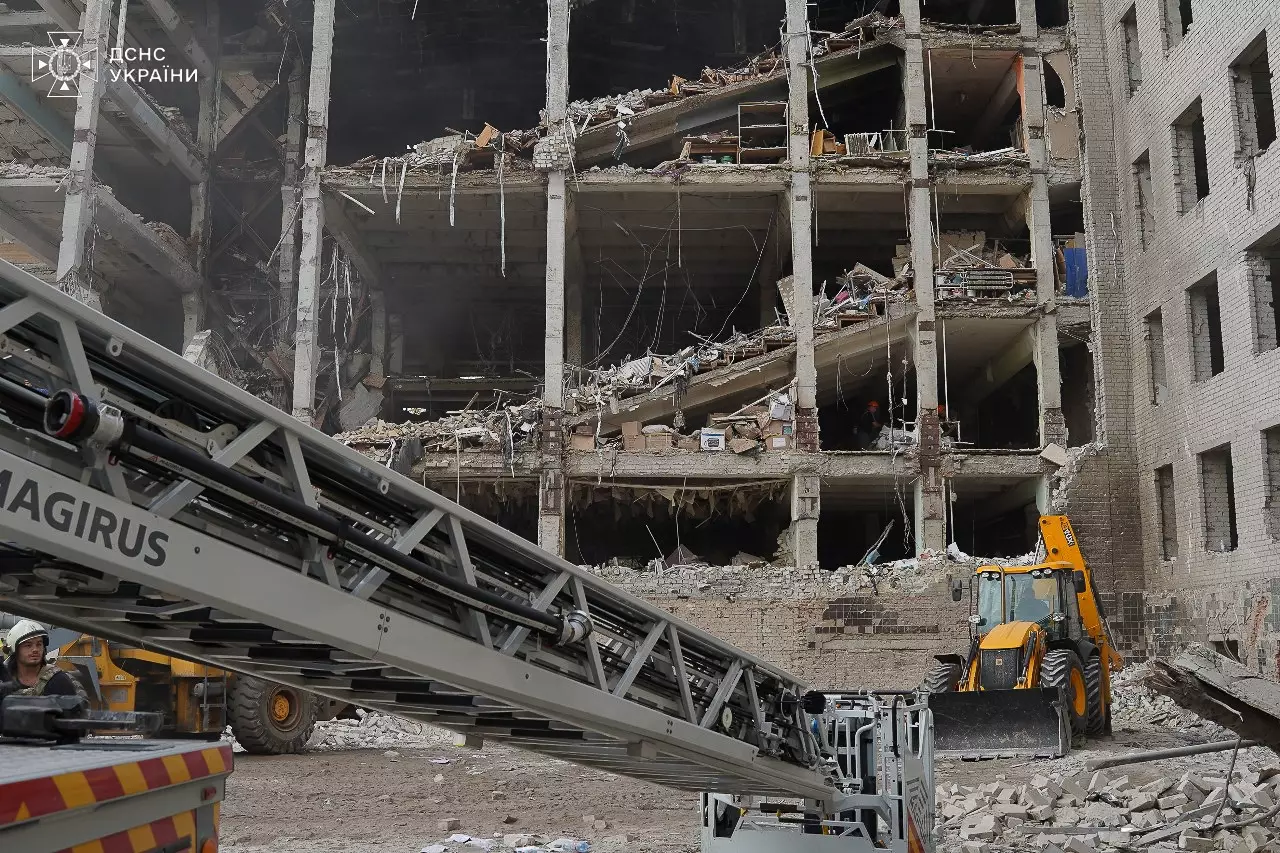
Разрушения в Полтаве

## 3 сентября
Российский ракетный удар по Военному институту телекоммуникаций и информатизации в Полтаве. По данным властей, погибли 59 человек, ранены более 300.

## 4 сентября

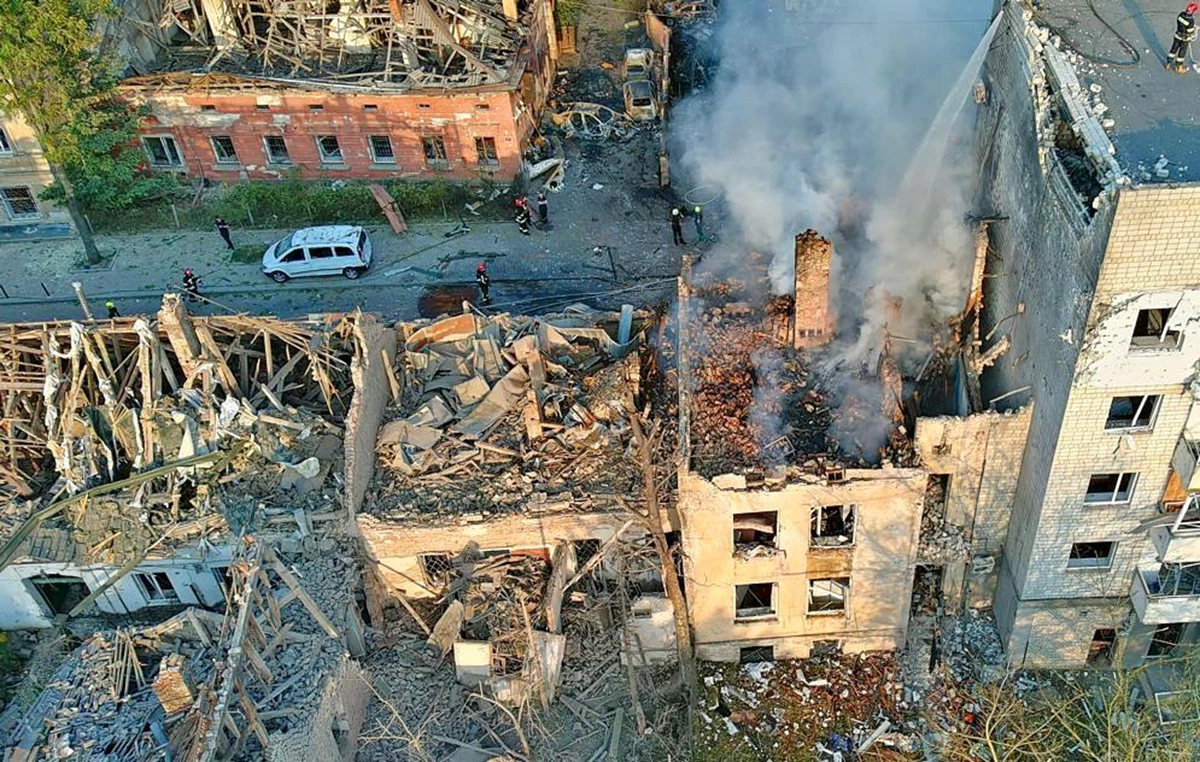
Разрушенные дома во Львове

Согласно заявлению мэра Львова Андрея Садового, утром ВС РФ нанесли по городу ряд ударов БПЛА и гиперзвуковыми ракетами. Погибли 7 человек, трое из которых — дети, включая младенца и двух девочек 14 и 9 лет. По информации Садового, повреждены не менее 50 зданий, включая школы, больницы и жилые дома. Согласно заявлению главы Львовской области Максима Козицкого, удар был нанесён при помощи БПЛА «Шахед», а также крылатых ракет. По его словам, повреждено 188 построек, среди которых исторические здания, жилые дома, а также школы. Пострадали 64 человека.
Согласно сообщению Дениса Пушилина, главы ДНР, ВСУ нанесли удар из 155-мм артиллерийских орудий по рынку «Текстильщик» в Донецке. Три человека погибло, пятеро были ранены.

## 7 сентября
Минобороны РФ заявило о взятии населённого пункта Калиново в Донецкой области.
Впервые с начала войны военный беспилотник упал в Латвии. Это был российский «Шахед», залетевший с белорусской территории. По мнению латвийских властей, он сбился с курса.

## 8 сентября
Минобороны РФ заявило о контроле над Новогродовкой. Украинская сторона не прокомментировала это заявление. Источники Би-би-си подтвердили отступление ВСУ из города.
Фрагменты российского беспилотника найдены в Румынии.

## 10 сентября
Согласно заявлению ВВС Украины, ВС РФ запустили по территории Украины 46 БПЛА, 38 из которых было сбито. Также были запущены ракеты «Искандер-М» и «Х-31П». В Черкасской области пострадали два человека. В Умани получил повреждения инфраструктурный объект.
Согласно заявлению мэра Москвы Сергея Собянина, московский регион атаковали более 15 дронов. По его словам, БПЛА были сбиты в городских округах Подольск, Люберцы, Раменское, Домодедово и Коломна Московской области. В Троицком административном округе Москвы на территорию частного дома упали обломки БПЛА, пострадавших нет. Помимо этого, обломки беспилотника упали в районе аэропорта Жуковский. В Раменском по причине пожара, вызванного отражением атаки дронов, произошло возгорание 11 и 12 этажей многоэтажного дома. Погибла женщина, три человека ранены.

## 11 сентября
Вечером российская авиация нанесла ракетный удар по сухогрузу, который вёз пшеницу из Украины в Египет. Сухогруз «Aya», который управляется афинской компанией и ходит под флагом Сент-Киттса и Невиса, находился в Чёрном море недалеко от устья Дуная, в исключительной экономической зоне Румынии. Судно повреждено, но сохранило способность двигаться; экипаж не пострадал.

## 12 сентября

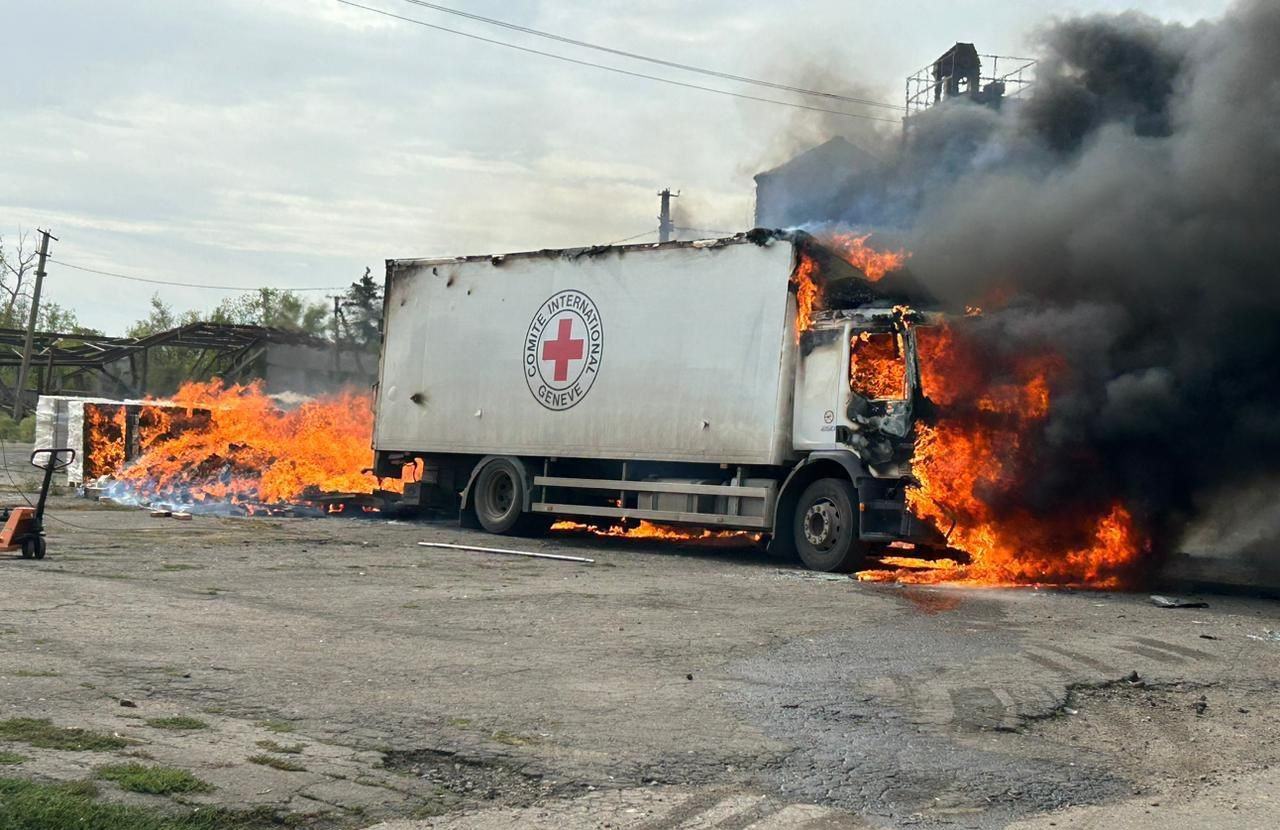
Грузовик Красного Креста в Веролюбовке после обстрела

Ночью ВС РФ нанесли удар БПЛА по Конотопу. Согласно заявлениям местной военной администрации, целями стали энергетические объекты, а также жилые дома, объекты гражданской инфраструктуры, медицинские и учебные заведения. 14 человек были ранены. По информации мэра Конотопа Артёма Семинихина, по причине значительных повреждений энергетической инфраструктуры сложилась критическая ситуация с электроснабжением, город остался без электричества.
В селе Веролюбовка Донецкой области под российский обстрел попали машины гуманитарной миссии Международного комитета Красного Креста. Миссия готовилась раздавать местным жителям топливные брикеты. Три сотрудника Красного Креста погибли, двое ранены.

## 13 сентября

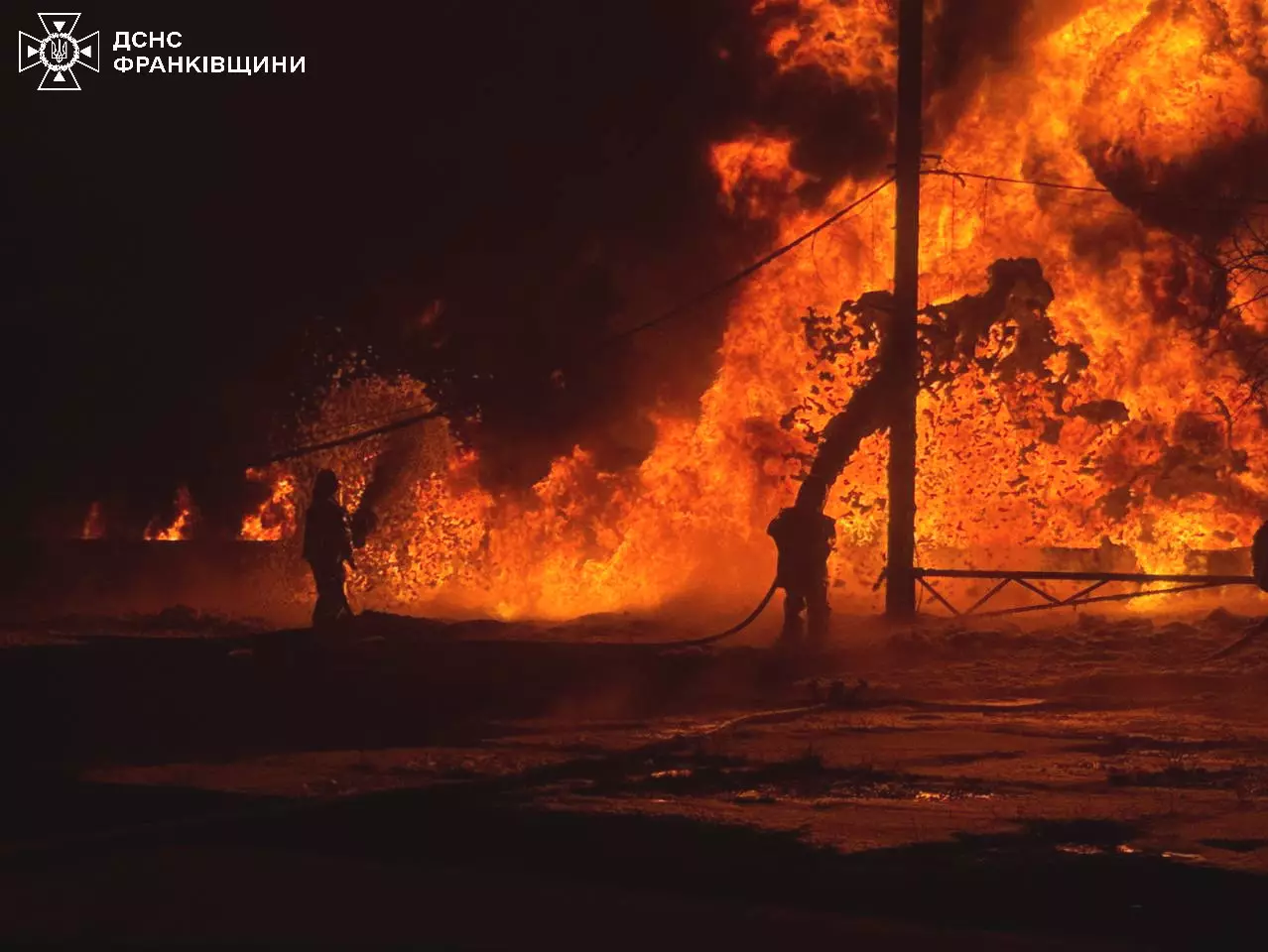
Объект инфраструктуры в Ивано-Франковской области после удара беспилотниками 13 сентября

Россия и Украина провели второй по счёту с начала вторжения в Курскую область обмен военнопленными. Каждая сторона вернула по 49 человек. Большинство вернувшихся в Россию — срочники, попавшие в плен в Курской области. Украина получила военнослужащих ВСУ, Национальной гвардии, полиции, пограничной службы и гражданских лиц. Этот обмен стал 56-м за время войны.
Министерство иностранных дел Индии сообщило, что из российской армии освобождены 45 граждан Индии, которых обманом заставили подписать контракт и отправили на войну. Ещё 50 граждан Индии, по данным министерства, находятся на фронте до сих пор, и ведомство прилагает усилия для их освобождения.

## 14 сентября
Прошёл третий по счёту с начала вторжения в Курскую область обмен пленными между Россией и Украиной при посредничестве Объединённых Арабских Эмиратов. Каждая сторона вернула 103 человека. В Россию вернулись военнослужащие, попавшие в плен в Курской области. Украина получила военнослужащих ВСУ, Национальной гвардии, полиции и пограничной службы, защищавших Донецкую область, в том числе Мариуполь и «Азовсталь», Луганскую, Киевскую, Запорожскую и Харьковскую области.

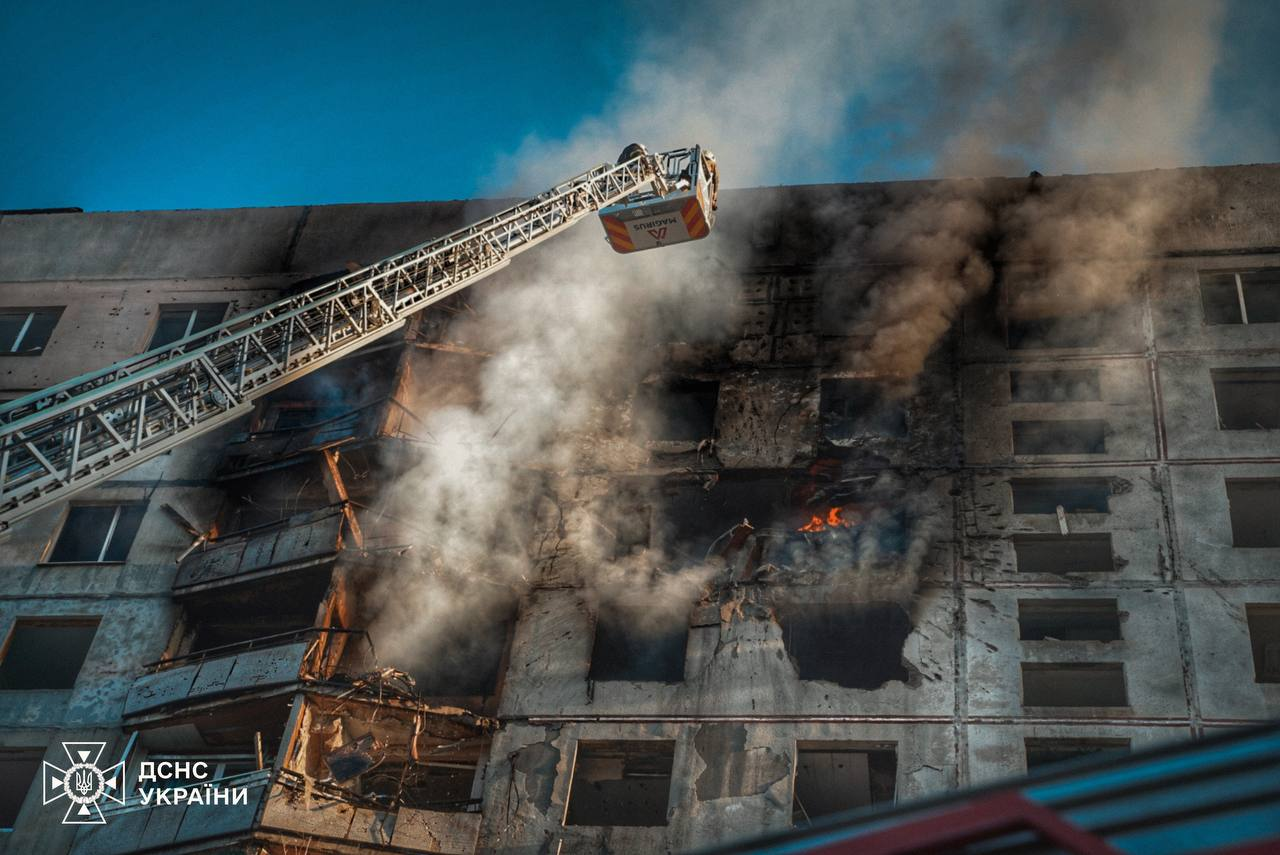
Дом в Харькове после бомбардировки

## 15 сентября
Российская бомбардировка Харькова и области. В Харькове бомба попала в многоэтажный жилой дом в Немышлянском районе. Дом загорелся, один человек погиб, ранены 43 человека, включая четверых детей. Ещё несколько попаданий было в пригородах Харькова.

## 16 сентября
Согласно заявлению губернатора Белгородской области Вячеслава Гладкова, в результате украинского обстрела пострадали 8 жителей Белгорода, один — в тяжёлом состоянии. 21 многоквартирный и 4 частных дома получили повреждения.
Массированная атака Киева российскими беспилотниками. По данным Воздушных сил ВСУ, в сторону Киевской области было запущено 56 ударных беспилотников, из которых 53 были сбиты, а остальные три — локационно потеряны. По данным городских властей Киева, эта атака города стала восьмой в сентябре. В Киеве, по предварительным данным властей, жертв и разрушений нет, в Киевской области ранен один человек, повреждены пять частных домов и автомобили, от обломков беспилотников загорелась трава и лесная подстилка.

## 17 сентября

Пожары на складе боеприпасов в Торопце с 17 по 21 сентября по спутниковым данным

The Wall Street Journal сообщил, что общее количество убитых и раненых в ходе российско-украинской войны, по оценкам западных разведок и украинских источников, достигло миллиона человек.
Украинские дроны атаковали склад боеприпасов в городе Торопец российской Тверской области, что привело к масштабному возгоранию и взрывам. По данным российских источников, около 20 человек получили ранения средней тяжести, а в городе Торопец началась «частичная эвакуация» жителей.

## 19 сентября
Российский удар управляемой авиабомбой по гериатрическому пансионату в Сумах. Пансионат частично разрушен, один человек погиб, тринадцать пострадали (все жертвы — пожилые люди).

## 21 сентября
Минобороны РФ сообщило о сбитии за ночь 101 украинского беспилотника и падении обломков одного из них на склад боеприпасов — как написал телеграм-канал Astra, около посёлка Каменный Тихорецкого района (Краснодарский край). Также пострадал 23-й арсенал главного ракетно-артиллерийского управления (ГРАУ) в посёлке Октябрьском Тверской области. В Тверской области после ударов эвакуировали железнодорожную станцию Старая Торопа, поезда отменяли или пускали по альтернативным маршрутам; и перекрывали участок трассы М-9 «Балтия».

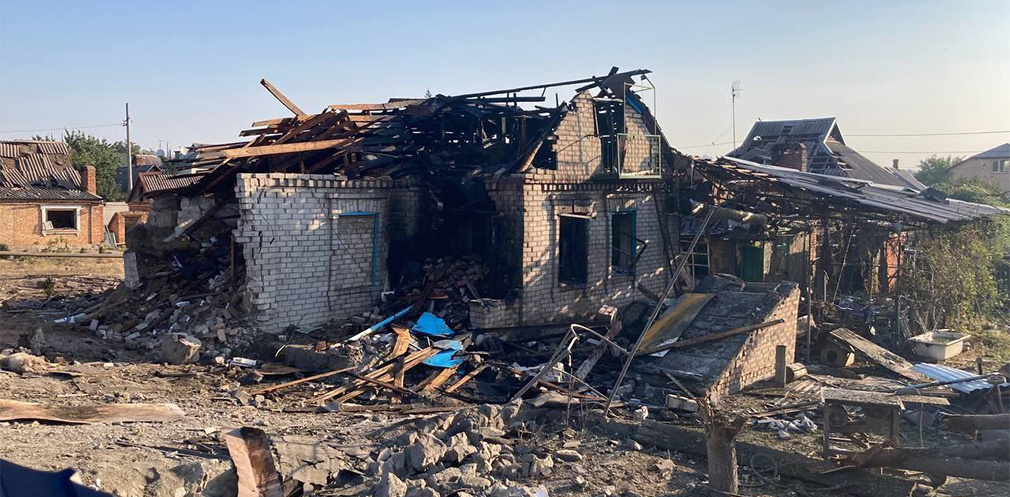
Дом в Кривом Роге после удара

Ночной российский ракетный удар по Днепропетровской области Украины. По данным Воздушных сил ВСУ, были запущены 5 авиационных ракет Х-59/69 (все сбиты) и 4 баллистических ракеты «Искандер-М»/KN-23, а также 16 ударных беспилотников «Шахед», из которых 11 сбиты, а пять локационно потеряны. В Днепре разрушено здание образовательного центра, ранен один человек. В Кривом Роге есть разрушения в частном секторе, погибли 3 человека и ранены ещё 3. Минобороны РФ заявило об ударе по объектам энергетики, местам дислокации ВСУ и сухогрузу с ракетами и боеприпасами, поставленными Украине странами Запада.
Вечером российские вооружённые силы нанесли удар авиабомбами по Харькову и пригороду. По данным местных властей, разрушены два многоквартирных дома и повреждены семь, ранен 21 человек.

## 22 сентября
ВС РФ нанесли удары авиационными бомбами по Запорожью. По сообщения местных властей, повреждено 13 многоэтажных жилых домов, а также частные домостроения и два учебных заведения. Пострадал 21 человек, включая 15-летнего подростка. Кроме того, по информации главы местной военной администрации Ивана Фёдорова, был повреждён инфраструктурный объект (согласно российским пабликам, предприятие «Мотор-Сич»), пострадали два человека.
Вооружённые силы РФ западнее Клещеевки преодолели канал Северский Донец — Донбасс.

## 24 сентября

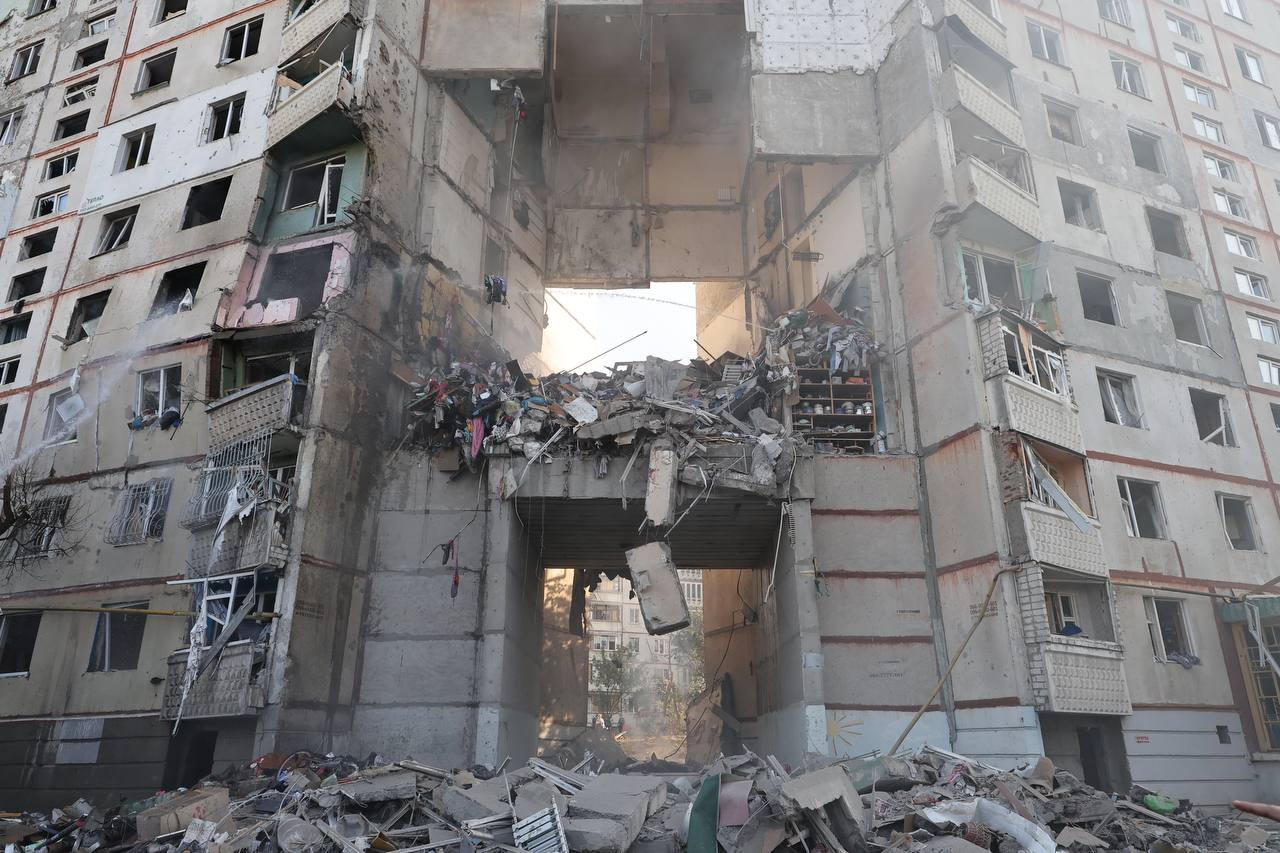
Дом в Харькове после бомбардировки

Российская бомбардировка Харькова. По данным местных властей, бомбы были сброшены на 4 района. Поражены, в частности, два многоэтажных дома и хлебопекарное предприятие. Четыре человека погибли и более 30 пострадали.
Главное управление разведки Министерства обороны Украины заявило об освобождении Волчанского агрегатного завода в Харьковской области.
Украинский президент Владимир Зеленский во время выступления на Совбезе ООН заявил, что Россия готовит атаку на украинские АЭС.

## 25 сентября
Президент РФ Владимир Путин заявил, что он «будет рассматривать» возможность применения ядерного оружия, в частности, «при получении достоверной информации о массированном старте средств воздушно-космического нападения и пересечения ими границы», включая беспилотники.

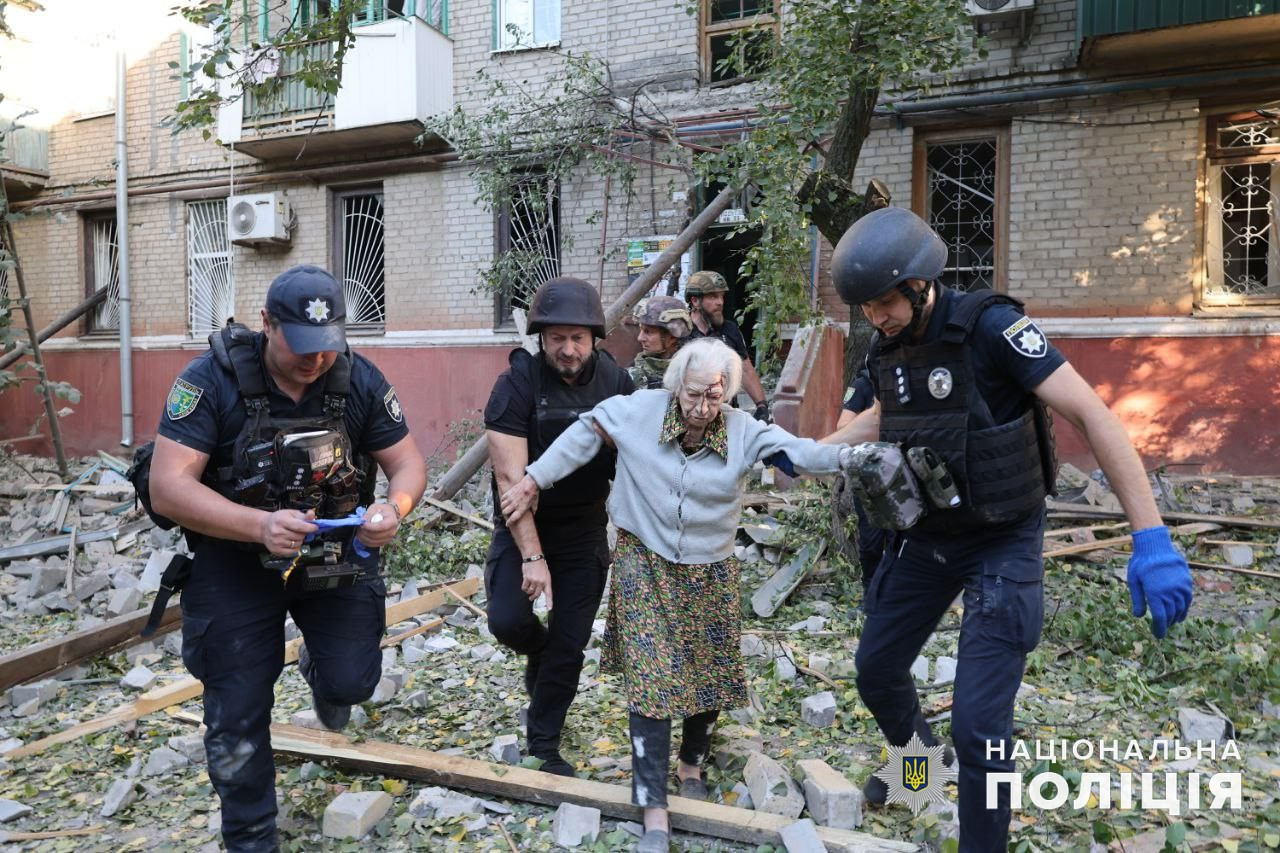
Последствия бомбардировки Краматорска

Ночная атака Украины российскими беспилотниками и ракетами. По данным Воздушных сил ВСУ, запущено 32 беспилотника типа «Шахед» и 8 ракет (4 по Харьковской области и 4 по Одесской). 4 ракеты и 28 беспилотников, как сообщается, были сбиты, а ещё 4 беспилотника — локационно потеряны. В Запорожской области погиб один мирный житель и ранены семеро. В Харьковской и Одесской области возникли пожары, повреждены ангар, трактор и грузовики.
Российская бомбардировка центра Краматорска. По данным генпрокурора Украины, было сброшено две бомбы «ФАБ-250». Повреждены два многоэтажных дома, магазины и автомобили. Известно о двух погибших и 19 раненых (среди которых трое детей).

## 26 сентября

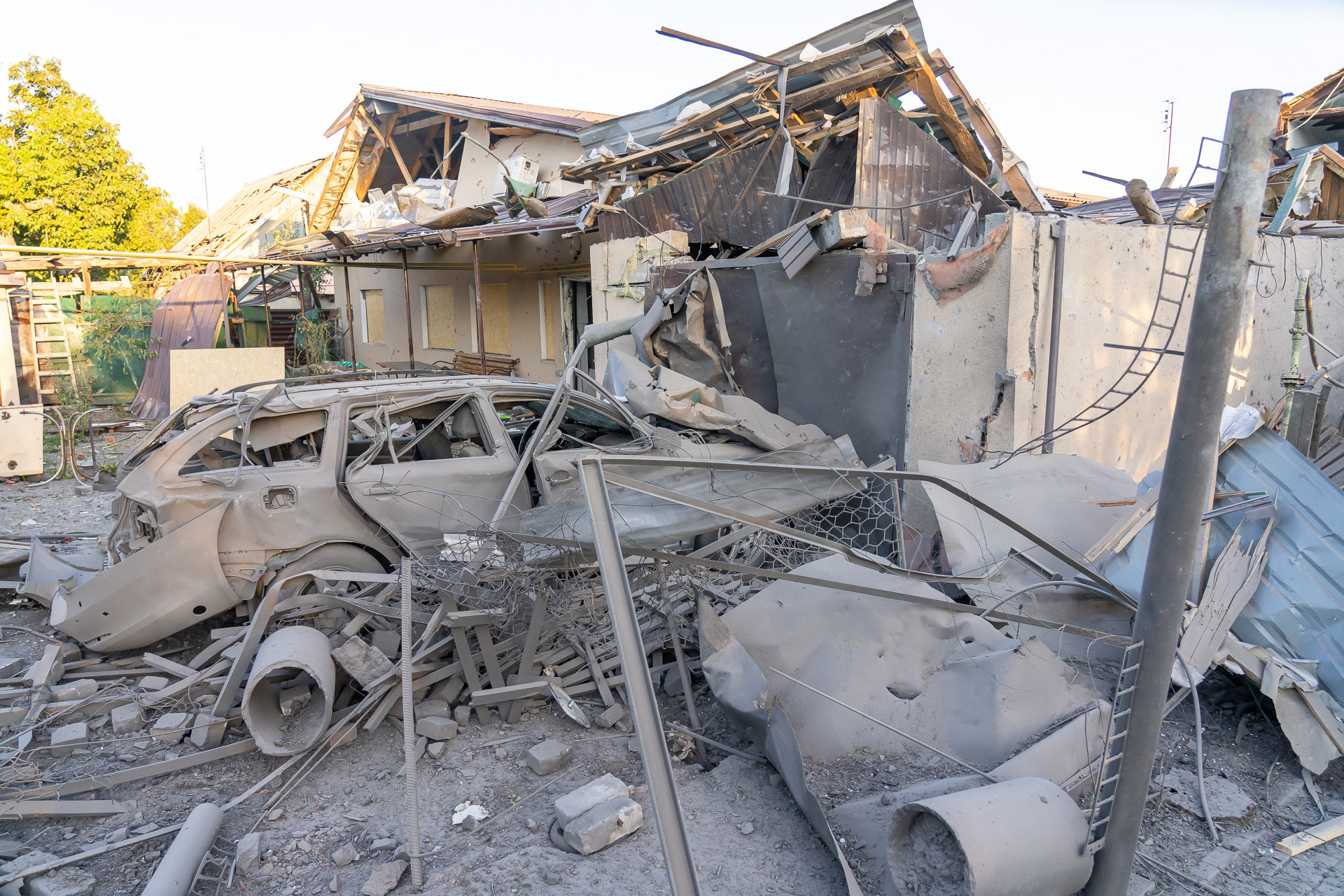
Разрушения в частном секторе Запорожья

Массированный российский обстрел Украины ракетами, беспилотниками и авиабомбами. По данным Воздушных сил ВСУ, было запущено 78 ударных беспилотников «Шахед» и 6 ракет, из которых 66 беспилотников и 4 ракеты были сбиты, 8 беспилотников упали (локационно потеряны; данных о пострадавших или разрушениях нет), а один беспилотник вернулся в Россию.
На Киев, по данным городской администрации, летели более 15 беспилотников, из которых около 10 сбиты. Сообщается о повреждении обломками газопровода в жилом доме и около 20 автомобилей. В Днепропетровской области под атакой дронов, тяжёлой артиллерии и систем залпового огня были Никополь и Марганецкая община. В Запорожье, по данным местных властей, было обстреляно промышленное предприятие и жилая застройка. Разрушены 11 частных домов и один трёхэтажный, пострадали восемь человек. В Ивано-Франковской и Николаевской областях повреждены объекты энергетической инфраструктуры, что привело к отключениям электроэнергии. В Одесской области от атаки ракетами и беспилотниками повреждены здания и автомобили, погибла 62-летняя женщина. По Сумской области были удары ракетами, беспилотниками и артиллерией (погиб один человек). В Херсонской области от обстрелов погибли два человека и ранены 14. По ряду сообщений, под ударом был и Староконстантинов в Хмельницкой области.

## 27 сентября

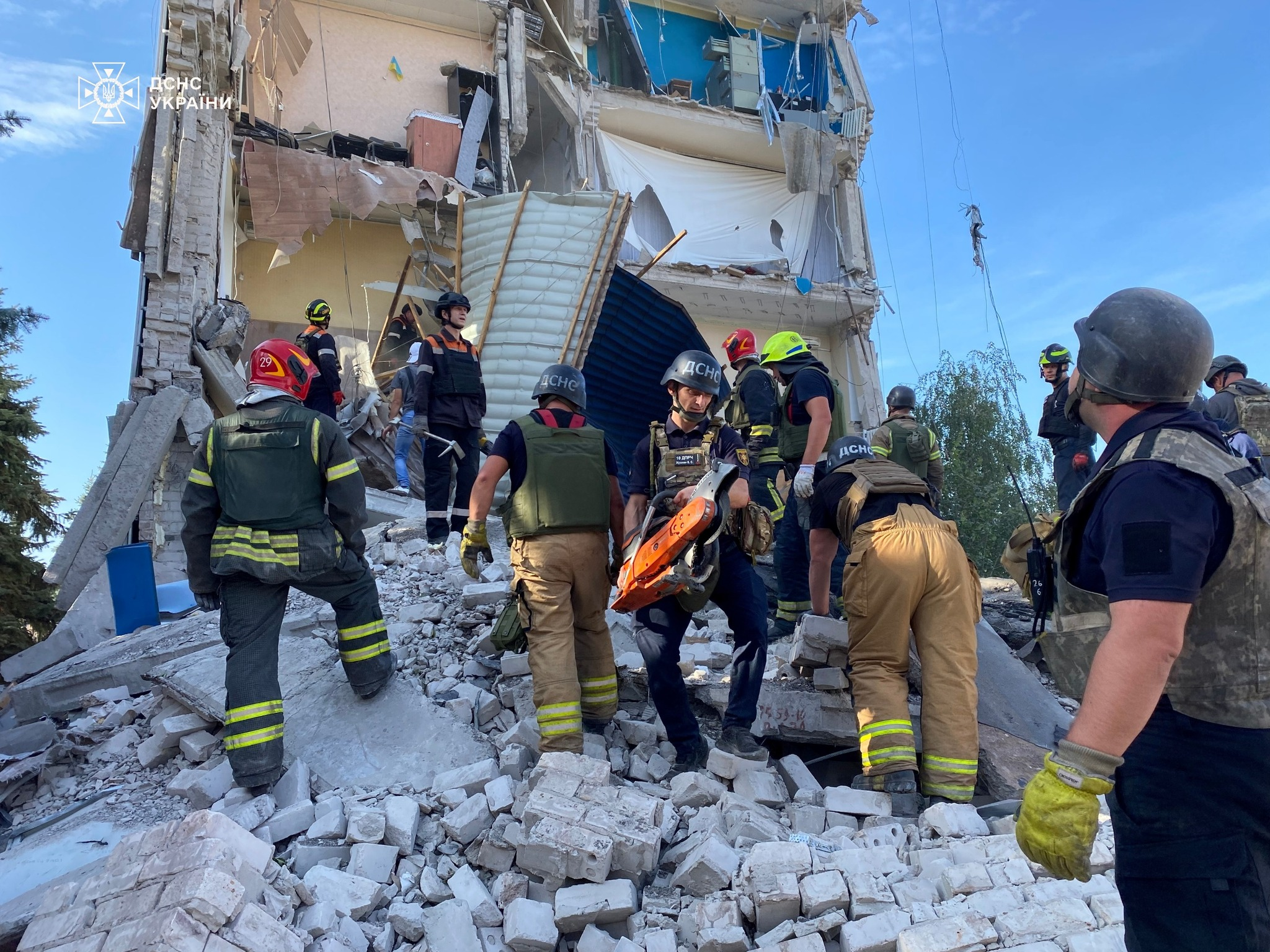
Управление полиции в Кривом Роге после удара

Россияне нанесли ракетный удар по Кривому Рогу. В результате атаки было разрушено здание управления полиции, погибло четыре человека, ещё шесть получили ранения.
Российская атака беспилотниками Измаила (Одесская область). По данным местных властей, погибли три человека и пострадали 11. Повреждены частные и многоквартирные дома и прочее, возникло несколько пожаров.
Минобороны России заявило о захвате села Мариновка Донецкой области.

## 28 сентября
Утром по больнице в Сумах ударил российский беспилотник «Шахед». Через 45 минут, во время эвакуации пациентов и персонала и оказания помощи пострадавшим, был нанесён второй удар беспилотником. 10 человек погибли и 22 ранены (большинство — от второго удара). Атаку беспилотниками-камикадзе подтвердила Мониторинговая миссия ООН по правам человека.
В Казачьей Лопани Харьковской области в результате удара БПЛА погиб Леонид Лобойко, судья Верховного суда Украины. Он развозил жителям гуманитарную помощь.

## 29 сентября
По сообщению Минобороны РФ, средствами ПВО было сбито 125 БПЛА, запущенных ВСУ: 67 над Волгоградской областью, 18 — над Ростовской, 17 — над Белгородской и 17 — над Воронежской. В небе над территорией Курской и Брянской областей, а также Краснодарского края было сбито по одному беспилотнику. Три БПЛА было сбито над акваторией Азовского моря. Согласно заявлению губернатора Воронежской области Александра Гусева, один из сбитых беспилотников попал в жилой дом, пострадавших нет. В нескольких районах Воронежа из-за упавших БПЛА возникли пожары, пострадали автомобили. По данным украинской стороны, был атакован арсенал у посёлка Котлубань Волгоградской области. На территории арсенала и рядом с ним возникли несколько крупных пожаров, есть сообщения о взрывах.

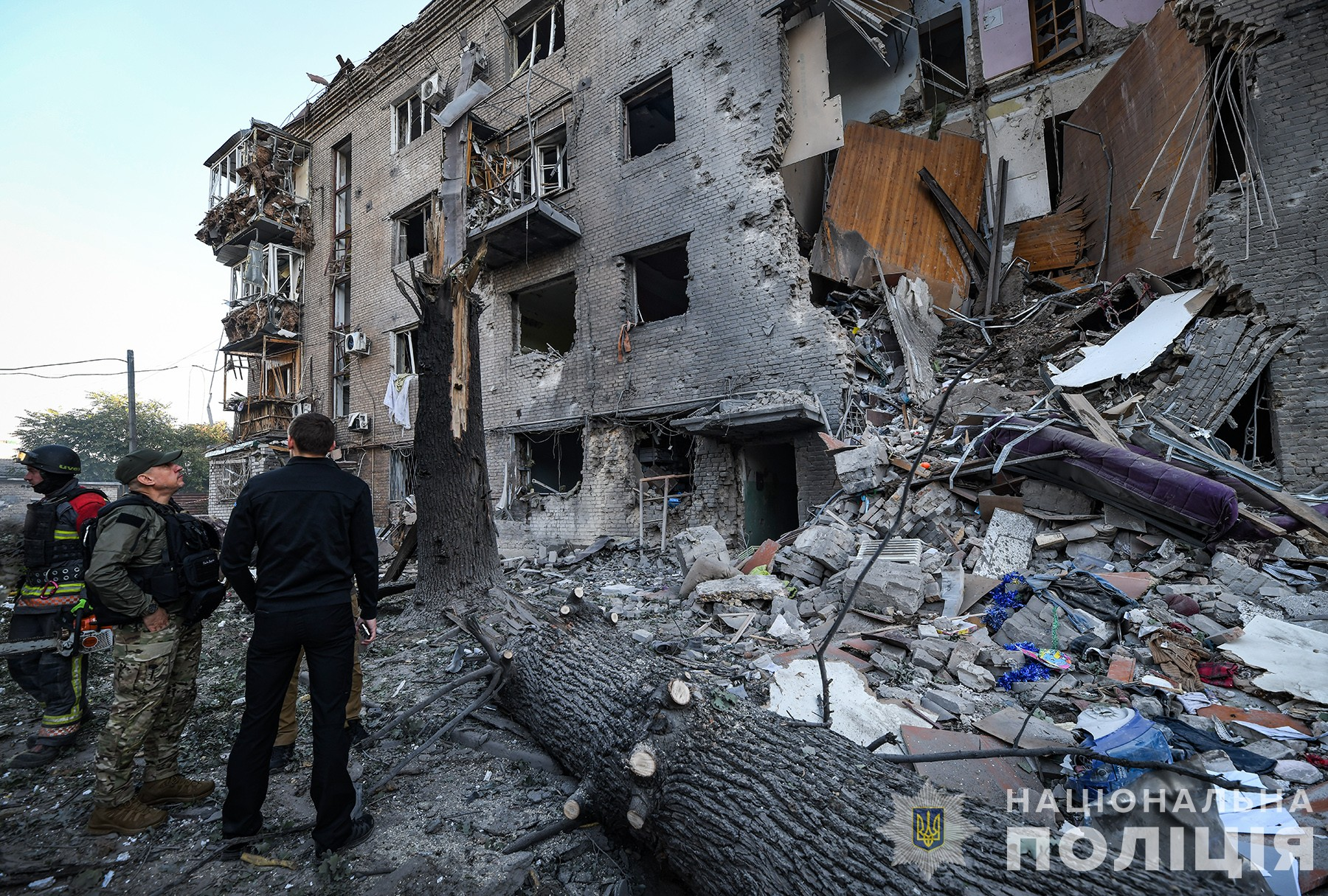
Дом в Запорожье после обстрела

Российский обстрел Запорожья. По данным местных властей, было выпущено не менее 10 снарядов, повреждены жилые дома, разрушен многоэтажный дом. Пострадали 11 человек.

## 30 сентября
Ночная атака Украины российскими беспилотниками и ракетами. По данным Воздушных сил ВСУ, было запущено 73 беспилотника «Шахед» и 3 ракеты различных типов. 67 беспилотников и одна ракета, как сообщается, были сбиты над 11 областями Украины, ещё один беспилотник полетел в белорусском направлении. Часть беспилотников летела на Киев. Воздушная тревога в городе продолжалась более пяти часов. По данным местных властей, все эти беспилотники были сбиты, пострадавших и разрушений нет.
В сентябре 2024 года и Россия, и Украина запустили в ходе взаимных атак рекордное количество беспилотников. Российская армия, по данным ВСУ, запустила по Украине 1331 беспилотник «Шахед». Украинских беспилотников над международно признанной территорией России, согласно заявлениям Минобороны РФ, было сбито 886. Кроме того, сентябрь стал первым с начала войны календарным месяцем, в котором обе стороны осуществляли удары беспилотниками каждый день.